# NGC 5805
NGC 5805 est une vaste et lointaine galaxie lenticulaire située dans la constellation du Bouvier. Sa vitesse par rapport au fond diffus cosmologique est de 19 606 ± 7 km/s, ce qui correspond à une distance de Hubble de 289 ± 20 Mpc (∼943 millions d'al). NGC 5805 a été découverte par l'astronome irlandais R. J. Mitchell en 1854.
En réalité, NGC 5805 est une paire de galaxies lenticulaires. On peut trouver les données de chacune d'elles sur la base de données NASA/IPAC sous les désignations NGC 5805 NED01 (pour PGC 53435, la galaxie située au nord) et NGC 5805 NED02. 
Les distances de Hubble de ces deux galaxies sont pratiquement égales : 289,18 ± 20,24 Mpc (∼943 millions d'al) pour NGC 5805 NED01 et 287,35 ± 20,12 Mpc (∼937 millions d'al)pour NGC 5805 NED02. Selon ces chiffres, elles pourraient constituer une paire réelle de galaxies. Cependant, vue l'incertitude d'environ 65 millions d'années-lumière sur les distances et l'absence de déformation visible de l'une ou l'autre, il se pourrait aussi que ce soit une paire purement optique, c'est-à-dire que leur rapprochement sur la sphère céleste est produit par notre ligne de visée.
Comme la galaxie située au sud est beaucoup moins lumineuse, il est impossible que Mitchell l'ait observée et comme il ne fait nullement mention d'une galaxie à double noyau dans ses écrits, seule la galaxie au nord doit être considérée comme étant dans le « New General Catalogue ».

## Identification de NGC 5805
Sur l'esquisse faite par Mitchell de l'objet NGC 5805, il est situé au sud-est de NGC 5804 et son identification à PGC 53435 est certaine. Cependant, plusieurs objets situés dans cette région ont été mal étiquetés dans une version NGC révisée, datant de 1973, ce qui explique certaines erreurs dans la littérature ultérieure, comme l'identification erronée de NGC 5805 à PGC 53381 par la base de données Simbad et par le site allemand Wikipédia de la page NGC 5805.

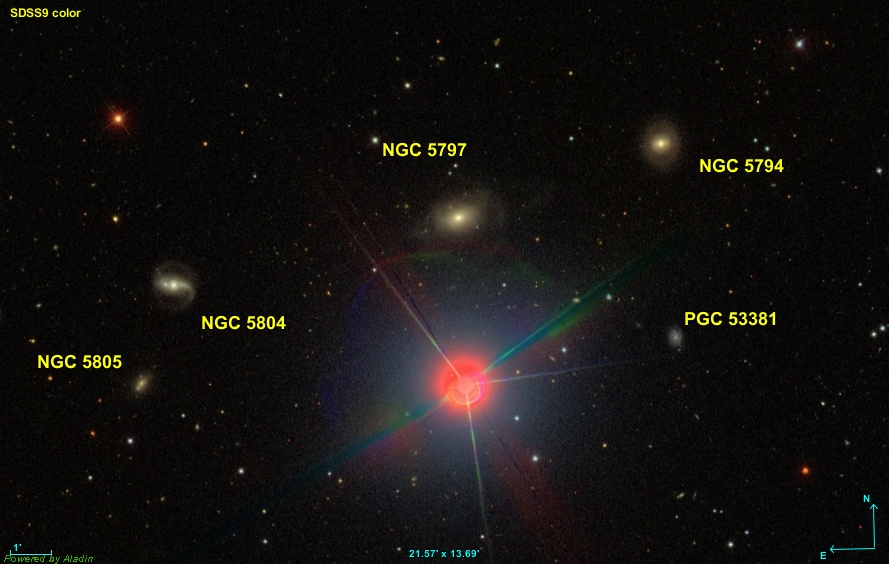
NGC 5805 n'est pas la galaxie PGC 53381